# Comté de Hsinchu
Le comté de Hsinchu (新竹縣) est un comté de République de Chine (Taïwan). Sa capitale est la ville Zhubei (en).
Elle représente 1 427,59 km² pour une population totale de 504 768 habitants.

## Géographie
Le comté de Hsinchu est situé dans la partie occidentale de l'île de Taïwan.

## Subdivisions administratives
Le comté comporte 1 ville, 3 communes urbaines et 9 communes rurales.

### Ville
1. Zhubei (竹北市)

### Communes urbaines
1. Guanxi (關西鎮)
2. Xinpu (新埔鎮)
3. Zhudong (竹東鎮)

### Communes rurales

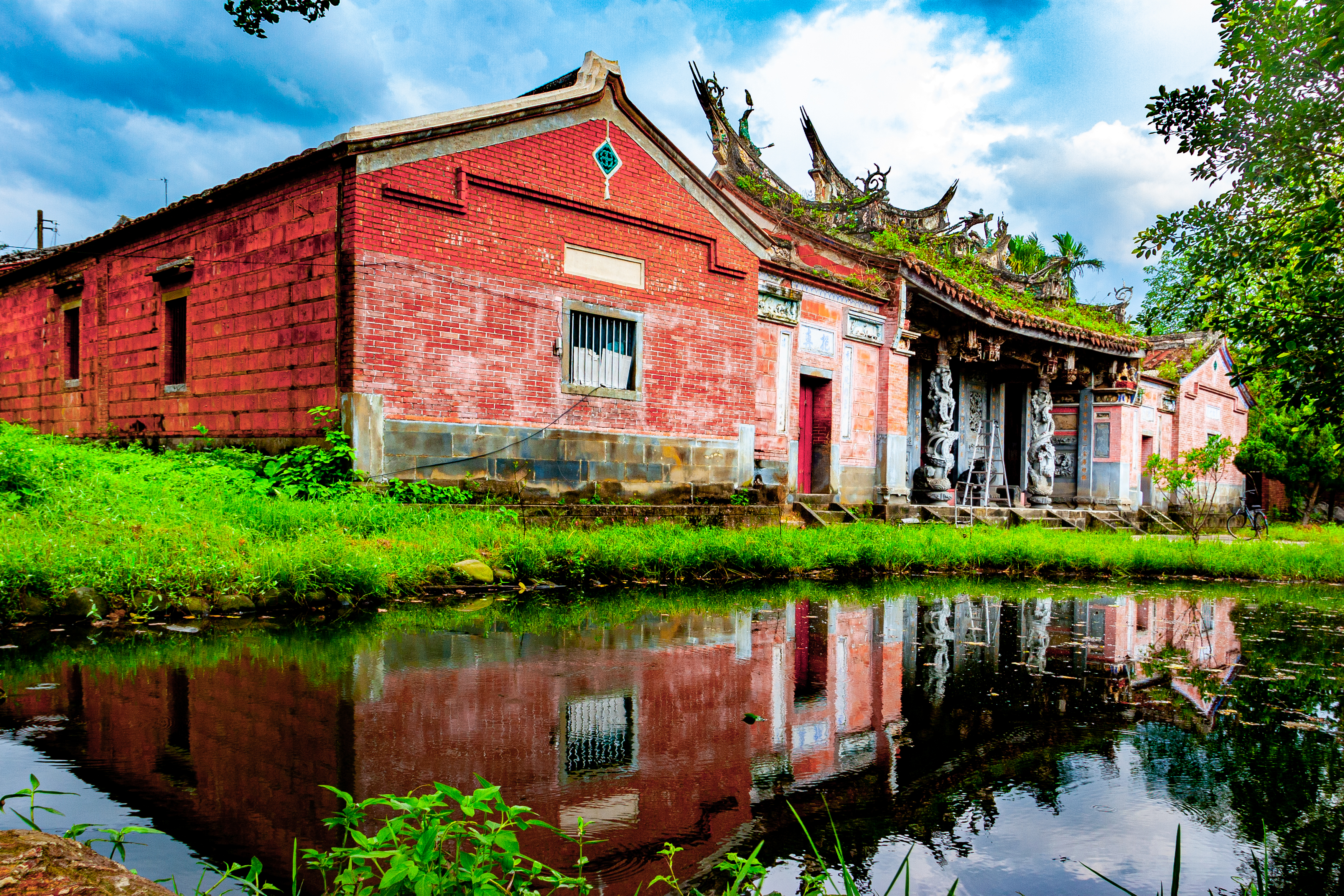
Un temple à Beipu, village du comté de Hsinchu. Aout 2005.

1. Baoshan (寶山鄉)
2. Beipu (北埔鄉)
3. Emei (峨眉鄉)
4. Hengshan (橫山鄉)
5. Hukou (湖口鄉)
6. Jianshi (尖石鄉)
7. Qionglin (芎林鄉)
8. Wufeng (五峰鄉)
9. Xinfeng (新豐鄉)